# Khi del Lleó
Khi del Lleó (χ Leonis) és un estel de magnitud aparent +4,63 situada a la constel·lació del Lleó. Es troba a 94 anys llum del sistema solar.
Khi del Lleó apareix catalogada com una estrella gegant o subgegant blanca-groga de tipus espectral F2. Amb una temperatura efectiva de 7.000 K, se la considera una estrella lleugerament evolucionada el diàmetre de la qual, gairebé dues vegades més gran que el diàmetre solar, concorda més amb el d'una subgegant que amb el d'una gegant pròpiament dita. El valor màxim per al seu període de rotació és de 3,66 dies.
Quant a la seva composició elemental, les abundàncies relatives de ferro i níquel són comparables a la del Sol, però mostra sobreabundància de calci ([Ca/H] = +0,22) i certa deficiència de sofre i silici. Com correspon a un estel més massiu que el Sol, ha evolucionat més ràpidament que aquest, malgrat que la seva edat —aproximadament 10.000 milions d'anys— siga només una cinquena part de la solar.
Khi del Lleó pot ser un estel variable —apareix al New Catalogue of Suspected Variable Stars amb la designació NSV 5079— encara que recents estudis indiquen que posseeix molt baixa activitat cromosfèrica. Així mateix, forma un sistema binari amb un tènue estel de magnitud +11. La separació visual entre ambdues components —3,3 segons d'arc— implica que la distància real entre elles és d'almenys 95 ua.